# Друцкий-Любецкий, Франциск-Ксаверий
Князь Франциск-Ксаверий Друцкий-Любецкий (на русский лад Ксаверий Францевич Друцкий-Любецкий;  5 (16) декабря 1778, Погост-Загородский, Речь Посполитая — 10 (22) мая 1846, Санкт-Петербург, Российская империя) — гродненский и виленский губернатор, министр финансов Царства Польского, действительный тайный советник. Владелец усадеб Станиславово и Щучин.

## Происхождение
Представитель княжеского рода Друцких-Любецких, внесённого в родословные книги Минской губернии. Сын каштеляна пинского Франциска Друцкого-Любецкого и Геновефы Олизар-Волчкевич, сестры Филиппа-Нереуша Олизара. Имел трех братьев и четырех сестер: 1) Онуфрия, женатого на Аполинарии Жабе (дочери воеводы полоцкого Тадеуша Жабы), 2) Терезу, жену Юзефа Сципио дель Кампо, 3) Кароля, женатого на Нимфе Слизень, 4) Геронима, женатого на Кристине Немирович-Щит (дочери Юзефа Немировича-Щита), 5) Анну, жену Юзефа Струтынского, 6) Юзефу, жену Войтеха Пусловского, 7) Теклу, жену Юзефа Немировича-Щита.

## Биография
18 (29) июня 1784 зачислен в Петербургский сухопутный кадетский корпус. Любимым предметом, который он особенно ревностно изучал, была математика, преподаваемая в корпусе знаменитым учёным Эйлером.
По окончании учёбы 20 ноября (1 декабря) 1797 поступил прапорщиком в Низовский мушкетёрский полк. Участвовал в итальянском и швейцарском походах А. В. Суворова. За храбрость при осаде в июле 1799 г. крепости Алессандрия получил орден Святой Анны 3-й степени и звание подпоручика.
В 1800 году в связи с контузией вышел в отставку и поселился в своих поместьях в Гродненской губернии (Черлёна, Щучин). С 1806 г. член Гродненского комитета по устройству быта евреев.

### Губернатор и предводитель дворянства
В 1809 году был избран гродненским уездным предводителем дворянства. По делам должности ездил в Санкт-Петербург, где виделся с Александром I и просил его о более уравнительном распределении повинностей между местными и русскими помещиками, об улучшении средств сообщений. Просьба была удовлетворена.
В 1810—1812 годах вместе с Л. Плятером составил проект автономии Литвы под протекторатом России.
В 1811 году входил в учреждённый в Санкт-Петербурге «комитет из лучших польских дворян», получил чин действительного статского советника.
Вернулся в свои имения, накануне войны 1812 года находился в Вильно, где советовал Барклаю-де-Толли не проводить экстренный рекрутский набор во избежание дезертирства среди новобранцев. В начале войны покинул губернию вместе с Александром I. 14 (26) декабря 1812 назначен гродненским губернским предводителем дворянства.
С 13 (25) января 1813 по март 1813 года исполнял должность гродненского губернатора. Особое внимание обратил на снабжение российских войск продовольствием, дровами и медикаментами, организацию земской полиции, учреждение почт, сбор налогов, деятельность временной губернской комиссии (созданной Наполеоном) и органов суда, поимку лиц, служивших в литовской или польской армиях, а также заботу о содержании военнопленных.
2 (14) февраля 1813 назначен членом временного Верховного совета Княжества Варшавского. В июле 1814 года вошёл в состав Гражданского комитета, учреждённого для улучшения администрации в Княжестве Варшавском. 20 мая (1 июня) 1815 в должности «царского наместника» подписал конституционную хартию.
Указом Александра I от 22 января (3 февраля) 1816 назначен гродненским губернатором и 3 (15) февраля 1816 уволен со службы в Королевстве Польском. Почётный брат гродненской масонской ложи «Приятели человечества».
Указом Александра I от 20 июля (1 августа) 1816 назначен виленским губернатором, на должности числился 7 лет, но в должность так и не вступил.

### Министр финансов
В июне 1816 года назначен членом Ликвидационной комиссии в Варшаве для финансовых расчётов между Россией, Пруссией и Австрией. В августе 1817 года назначен председателем Ликвидационной комиссии для финансовых расчётов между Россией и Польшей.
В 1819 году в Берлине добился уменьшения долга России на несколько миллионов талеров, в 1820 году Вена признала свои долги России; 19 июля 1821 года благодаря этим успехам Друцкий-Любецкий был назначен министром финансов Королевства Польского и членом Государственного совета.
К успехам его деятельности на этих постах можно отнести строительство Жирардовской льнопрядильной фабрики, создание Главной дирекции для управления горнозаводской промышленностью, учреждение польского банка и земского кредитного общества, введение строгой отчётности в финансовых ведомствах, предоставление таможенных льгот для вывоза польского сукна в Российскую империю, заключение торговой конвенции между Россией и Пруссией, которая оградила также экономические интересы Польши.
В 1825—1826 годах в ходе следствия по делу декабристов отстоял передачу членов польских тайных кружков и обществ не российскому, а польскому сеймовому суду, чем вызвал недовольство императора. В итоге декабристы польского и литовского происхождения понесли мягкие наказания.
После начала восстания 1830—1831 годов советовал цесаревичу Константину действовать решительно, и тот по инициативе Друцкого-Любецкого издал воззвание к полякам о восстановлении порядка; 11 декабря 1830 года прибыл в Санкт-Петербург для переговоров с царём, играл роль посредника между диктатором Хлопицким и русским правительством. Не веря в успех восстания, остался на службе в Санкт-Петербурге.
14 февраля 1832 года был назначен членом Государственного совета, в котором в 1833 году поддержал идею М. М. Сперанского о составлении и издании Свода законов Российской империи.
По поручению правительства ездил во Францию для ликвидации финансовых счетов, результатом чего явилось признание Францией претензий русского правительства; высказал идею о замене упавших в цене ассигнаций на кредитные билеты.
В 1840 году составил записку о состоянии и мерах по улучшению финансов России.
Похоронен в д. Ольшево в фамильном склепе Пусловских. 

## Семья
Женился 14 февраля  1807 года на своей племяннице графине Марии Сципио дель Кампо (4 марта 1793 — 7 апреля 1876, Париж). Дети — Владимир, Иосиф (1817), Августина (1820), Юлия (1820), Геновефа (1821), Александр (8 (20) июля 1827), Северина (1830), Ядвига, Франциск (11.05.1833) и дочь, имя которой неизвестно.

## Награды и звания
- Орден Святого Станислава (1785, Речь Посполитая)
- Орден Святой Анны III степени (1799)
- Орден Святого Владимира IV степени (1810)
- Орден Святой Анны I степени (1812)
- Орден Святого Владимира II степени (1815)
- Орден Белого орла (1816, Царство Польское)
- Орден Красного орла 1-го класса (1819); бриллиантовые украшения (1830, королевство Пруссия)[4]
- Большой крест ордена Леопольда (1821, Австрийская империя)
- Орден Святого Александра Невского с алмазными знаками (1826)
- Орден Рутовой короны (1828, королевство Саксония)[5]
- Орден Святого Владимира I степени (1829)
- Знак отличия беспорочной службы за 35 лет (1839)
- Табакерка с портретом императора украшенная бриллиантами, (1841)
- 8 благоволений (изъявлений признательности) от императора Александра I
- 11 благоволений от императора Николая I

## Память
- Мемориальная доска в честь Франциска Ксаверия Друцкого-Любецкого в Погост-Загородский Пинского района Брестской области Беларуси[6].